# Јанис Адетокумбо
Јанис Адетокумбо (грч. Γιάννης Αντετοκούνμπο, енгл. Giannis Antetokounmpo; Атина, 6. децембар 1994) грчки је кошаркаш. Игра на позицији крила, а тренутно наступа за Милвоки баксе. 
Иако је висок преко 2,10 m, Адетокумбо поседује атлетицизам и контролу лопте који су карактеристични за плеја, што му је и донело надимак "Грчко чудовиште" (енгл. Greek Freak) због својих габарита, скочности и експлозивности. Током 2015/16 сезоне постао је главни плејмејкер тима, а у 2016/17 сезони предводио их је у свих пет главних статистичких категорија и постао је први играч у историји НБА лиге који је завршио регуларну сезону у топ 20 играча по поенима, скоковима, асистенцијама, украденим лоптама и блоковима. Освојио је награду Играча који је највише напредовао 2017. године. Примљен је у 3 Ол-стар тимова и предводио је источну конференцију у броју гласова 2019. године.

## Младост и каријера
Адетокумбо је рођен у Атини у Грчкој 6. децембра 1994. године као син нигеријских емиграната. Три године пре тога, његови родитељи су се преселили из Лагоса, остављајући свог прворођеног сина, Френсиса, са својом бабом и дедом. Иако су Адетокумбо и његова три брата рођени у Грчкој, нису се аутоматски квалификовали за грчко држављанство, тако да Адетокумбо првих 18 година свог живота званично није био држављанин ниједне државе.
Адетокумбо је одрастао у Атинском предграђу Сеполија. Он и његов старији брат, Танасис, помагали су својим родитељима тако што су продавали разне ствари као што су сатови, торбе и наочаре за сунце на улици. Адетокумбо је почео да игра кошарку 2007. године, а до 2009. играо је такмичарски за младу екипу Филатлитикоса. У 2011. години придружио се сениорској екипи и играо са њима у грчкој трећој полупрофесионалној лиги током сезоне 2011/12.

## Професионална каријера

### Филатлитикос (2012—2013)
Адетокумбо је провео сезону 2011/12 са сениорским тимом Филатлитикоса у грчкој трећој полупрофесионалној лиги. Потом је започео своју професионалну каријеру управо са Филатлитикосом, али овога пута у другој лиги, током сезоне 2012/13.
У децембру 2012. године, пар дана након што је напунио 18 година, Адетокумбо је потписао четворогодишњи уговор са шпанским КК Сарагоса. Неколико великих европских клубова је показало интересовање за њега, укључујући Барселону и Ефес између осталих. Пошто му уговор почиње тек 2013/14 сезоне, одлучује да остане са Филатлитикосом у остатку сезоне 2012/13.
Током грчке друголигашке сезоне 2012/13, Адетокумбо је шутирао 46,4% из игре (62,1% за шутеве за два поена), 31.3% за три, и 72% са линије слободног бацања, све то док је у просеку играо 22,5 минута по утакмици. Током 26 утакмица бележио је у просеку 9,5 поена, 5 скокова, 1.4 асистенција и 1 блок. Такође је изабран као посебни учесник за Ол-стар утакмицу грчке лиге 2013. године од стране тренера. Иако није званично изабран као Ол-стар, тренери су му допустили да игра као услугу обожаваоцима.

### Милвоки бакси (2013—данас)

#### Сезона 2013/14.
Адетокумбо се 28. априла званично квалификовао за НБА драфт 2013. године. Испунио је очекивања као пик прве рунде тако што је изабран на 15. позицији од стране Милвоки бакса. Потписао је свој први уговор са баксима 30. јула 2013. године.
Адетокумбо је у просеку бележио 6,8 поена, 4.4 скокова, 1.9 асистенција, 0.8 украдених и 0,8 блокова у 77 наступа у својој руки сезони. Постигао је дупле цифре 23 пута и забележио 10 и више скокова два пута. Завршио је сезону са 61 укупних блокова, више од свих рукија у НБА-у. Изабран је да учествује у утакмици звезда у успону која се одвијала током Ол-стар викенда у Њу Орлеансу, где је забележио девет поена, два скока и две асистенције за 17 минута. На крају сезоне је именован је у другу петорку идеалног тима новајлија сезоне 2013/14.

#### Сезона 2014/15.
Бакси су 16. октобра 2014. године продужили Адетокумбов уговор кроз 2015/16 сезону. Адетокумбо је 6. фебруара 2016. године забележио свој тадашњи рекорд од 27 поена и 15 скокова у поразу од стране Хјустон рокетса. Три дана касније, именован је за играча недеље источне конференције за утакмице одигране од 2. до 8. фебруара, што је први пут у његовој каријери. Касније је учествовао на такмичењу у закуцавању на Ол-стар викенду 2015. године у Њујорку. Постигао је нови рекорд у поенима 9. марта забележивши 29 са 11 погођених шутева од 16 у губитку од стране Њу Орлеанс пеликанса. Бакси су завршили регуларну сезону на шестом месту у источној конференцији са рекордом од 41-41. Пропустио је само једну утакмицу током ове сезоне, а у просеку је бележио 12,7 поена и 6,7 скокова у одиграних 81 утакмица. У првој рунди доигравања, поражени су од стране Чикаго булса, 4 према 2.

#### Сезона 2015/16.
Адетокумбо је 1. августа 2015. године заиграо за афрички тим током афричких игара као представник Нигерије, будући да су његови родитељи рођени тамо.
Поправио је своје поентирање почетком сезоне, бележећи у просеку 16 поена током првих 20 утакмица. Такође је имао велики проценат шута из игре, са 53% унутар линије за три поена. Постигао је 33 поена 19. новембра у губитку од стране Кливленд кавалирса, што је његов тадашњи рекорд. Мало му је фалило да постигне трипл-дабл учинак 12. децембра, са 11 поена, 12 скокова и 8 асистенција, чиме је помогао свом тиму да прекине победнички низ Голден Стејт вориорса са победом резултатом од 108-95. Забележио је 28 поена и 16 скокова у победи против Атланта хокса.
Постигао је свој први трипл-дабл учинак 22. фебруара 2016. године са 27 поена, 12 скокова и 10 асистенција у победи над Лос Анђелес лејкерсима резултатом 108-101. Са 21. годином, постао је најмлађи члан у историји свог тима са трипл-дабл учинком.

#### Сезона 2016/17.
Адетокумбо је 19. септембра 2016. године пристао на четворогодишњи уговор у вредности од 100 милиона долара са баксима. У првој утакмици регуларне сезоне 26. октобра, Адетокумбо је постигао 31 поен у губитку од стране Шарлот хорнетса. Забележио је свој шести трипл-дабл са 21 поена, 10 скокова, 10 асистенција, 5 украдених и 3 блока у победи над Орландо меџиком. Проглашен је за играча недеље источне конференције 5. децембра за утакмице одигране од 28. новембра до 4. децембра. Погурао је баксе до 3 победе те недеље, бележећи 24,3 поена, 10 скокова и 6,3 асистенција. Постигао је свој други трипл-дабл те сезона у победи над Портланд трејлблејзерсима 7. децембра. То је уједно био његов седми трипл-дабл учинак у каријери, што га је довело до друге позиције, иза Карим Абдул Џабара (8), у историји свог тима по броју истих. Именован је у прву петорку за Ол-стар тим источне конференције.
Постао је први Ол-стар играч свог тима још од Мајкл Реда 2004. године. Такође је постао најмлађа особа у историји бакса која је заиграла у Ол-стар мечу, са 22. године и 74 дана старости, као и први Грк икада у Ол-стар мечу. Проглашен је за играча месеца источне конференције за утакмице одигране у марту. У просеку је бележио 22,4 поена, 8.4 скокова, 4.8 асистенција, 1.78 блокираних и 1,33 украдених кроз 18 утакмица. Адетокумбо је предводио баксе у свакој од пет највећих статистичких категорија (поени, скокови, асистенције, украдене и блокови) током сезоне, и тако је постао тек пети играч у историји НБА лиге коме је то пошло за руком, уз Дејв Коуенса, Скоти Пипена, Кевин Гарнета и Леброн Џејмса. Као резултат свог труда и учинка, именован је у другу петорку идеалног тима НБА лиге, што је прва таква његова награда. Такође је примио награду за играча који је највише напредовао, поставши први играч у историји бакса који је добио ту награду.
Адетокумбо је постигао 28 поена у победи над Торонто репторсима у првој утакмици прве рунде доигравања, резултатом 97-83. Његов тим је на крају елиминисан из такмичења у шестој утакмици, упркос постигнутих 34 поена од стране Адетокумба.

#### Сезона 2017/18.
У првој утакмици сезоне 18. октобра, Адетокумба је постигао 37 поена и 13 скокова у победи над Бостон селтиксима. Три дана касније забележио је 44 поена у победи над Портланд трејлблејзерсима резултатом 113-110. Након тога је именован за играча недеље источне конференције за прву недељу сезоне. Његових постигнутих 147 поена кроз прве четири утакмице је највише у историји тима, престигавши тиме Карим Абдул Џабара који је имао 146 поена у сезони 1970/71. Имао је макар 20 поена и пет скокова током 27 узастопних утакмица, што је био најдужи низ у лиги још од Шакила О'нила, који је то постигао у сезони 2000/01. Постигао је 27 поена и рекордних 20 скокова у победи над Вашинтон визардсима и тиме је постао други најмлађи играч у историји свог тима који је постигао учинак од 20 поена и 20 скокова још од Ендру Богута. Три дана касније именован је у прву петорку за Ол-стар меч 2018. године. Забележио је први трипл-дабл учинак сезоне 15. фебруара у поразу од стране Денвер нагетса, са 36 поена, 11 скокова и 13 асистенција и тиме је престигао Карим Абдул Џабара по броју таквих учинка у историји свог тима.
У првој утакмици прве рунде доигравања против селтикса, Адетокумбо је забележио 35 поена, 13 скокова и 7 асистенција у губитку у продужецима. Постигао је 31 поен и 14 скокова у шестој утакмици, и тако је приморао коначну, седму утакмицу. Бакси су елиминисани из доигравања у седмој утакмици, упркос Адетокумбових 22 поена и 9 скокова.

#### Сезона 2018/19.
Помогао је свом тиму до дође до 4-0 рекорда на почетку сезоне, први пут још од 2001/02 сезоне, победом над Филаделфија севентисиксерсима, где је забележио 32 поена, 18 скокова и 10 асистенција. То је била његова четврта узастопна утакмица на почетку сезоне на којој је постигао макар 25 поена и 15 скокова и тиме је постао први играч још од Вилт Чејмберлејна коме је то пошло за руком. Затим је именован за играча недеље источне конференције за ту недељу, а касније и за играча месеца источне конференције за октобар и новембар. У децембру је поново био добитник исте награде, као и Евроскар награде за најбољег европског кошаркаша за 2018. годину, чиме је постао други Грк у историји који је добио то признање још од Никоса Галиса коме је то пошло за руком 1987. године.
Забележио је невероватних 45 поена и 13 скокова у победи над севентисиксерсима и тако је осигурао прво место свом тиму на истоку. Помогао је баксима да прођу у другу рунду доигравања по први пут још од давне 2001. године, након што су савладали Детроит пистонсе резултатом 4-0. У четвртој утакмици друге рунде против Бостон селтикса постигао је 39 поена и 16 скокова и тако је помогао свом тиму да стекне убедљиву предност од 3-1 над ривалима. У коначној, одлучујућој утакмици, Адетокумбо је забележио 32 поена, 13 скокова и 8 асистенција у победи над селтиксима и тиме је по први пут у својој каријери дошао до финала источне конференције.

## НБА статистика
| Легенда | Легенда               | Легенда | Легенда                 | Легенда   | Легенда                        |
| ------- | --------------------- | ------- | ----------------------- | --------- | ------------------------------ |
| ОУ      | Одиграно утакмица     | СУ      | Стартовао утакмица      | МПУ       | Минута по утакмици             |
| ПШ%     | Проценат шута из игре | 3П%     | Проценат шута за три    | СБ%       | Проценат шута слободних бацања |
| СПУ     | Скокова по утакмици   | AПУ     | Асистенција по утакмици | УПУ       | Украдених лопти по утакмици    |
| БПУ     | Блока по утакмици     | ППУ     | Поена по утакмици       | Подебљано | Најбоље у каријери             |

Регуларна сезона
| Година   | Тим           | ОУ  | СУ  | МПУ  | ПШ%  | 3П%  | СБ%  | СПУ  | АПУ | УПУ | БПУ | ППУ  |
| -------- | ------------- | --- | --- | ---- | ---- | ---- | ---- | ---- | --- | --- | --- | ---- |
| 2013/14. | Милвоки бакси | 77  | 23  | 24.6 | .414 | .347 | .683 | 4.4  | 1.9 | .8  | .8  | 6.8  |
| 2014/15. | Милвоки бакси | 81  | 71  | 31.4 | .491 | .159 | .741 | 6.7  | 2.6 | .9  | 1.0 | 12.7 |
| 2015/16. | Милвоки бакси | 80  | 79  | 35.3 | .506 | .257 | .724 | 7.7  | 4.3 | 1.2 | 1.4 | 16.9 |
| 2016/17. | Милвоки бакси | 80  | 80  | 35.6 | .522 | .272 | .770 | 8.7  | 5.4 | 1.6 | 1.9 | 22.9 |
| 2017/18. | Милвоки бакси | 75  | 75  | 36.7 | .529 | .307 | .760 | 10.0 | 4.8 | 1.5 | 1.4 | 26.9 |
| 2018/19. | Милвоки бакси | 72  | 72  | 32.8 | .578 | .256 | .729 | 12.5 | 5.9 | 1.3 | 1.5 | 27.7 |
| Каријера | Каријера      | 465 | 400 | 32.7 | .521 | .277 | .742 | 8.3  | 4.1 | 1.2 | 1.3 | 18.8 |
| Ол-стар  | Ол-стар       | 3   | 3   | 25.3 | .685 | .222 | .800 | 8.0  | 2.6 | 1.3 | .3  | 28.0 |

Плеј-оф
| Година   | Тим           | ОУ | СУ | МПУ  | ПШ%  | 3П%  | СБ%  | СПУ | АПУ | УПУ | БПУ | ППУ  |
| -------- | ------------- | -- | -- | ---- | ---- | ---- | ---- | --- | --- | --- | --- | ---- |
| 2014/15  | Милвоки бакси | 6  | 6  | 33.5 | .366 | .000 | .739 | 7.0 | 2.7 | .5  | 1.5 | 11.5 |
| 2016/17  | Милвоки бакси | 6  | 6  | 40.5 | .536 | .400 | .543 | 9.5 | 4.0 | 2.2 | 1.7 | 24.8 |
| 2017/18  | Милвоки бакси | 7  | 7  | 40.0 | .570 | .286 | .691 | 9.6 | 6.3 | 1.4 | .9  | 25.7 |
| Каријера | Каријера      | 19 | 19 | 38.1 | .510 | .320 | .645 | 8.7 | 4.4 | 1.4 | 1.3 | 20.9 |

Друга грчка лига
| Година   | Тим          | ОУ | МПУ  | ПШ%  | 3П%  | СБ%  | СПУ | АПУ | УПУ | БПУ | ППУ |
| -------- | ------------ | -- | ---- | ---- | ---- | ---- | --- | --- | --- | --- | --- |
| 2012/13  | Филатлитикос | 26 | 22.5 | .464 | .313 | .720 | 5.0 | 1.4 | .7  | 1.0 | 9.5 |
| Каријера | Каријера     | 26 | 22.5 | .464 | .313 | .720 | 5.0 | 1.4 | .7  | 1.0 | 9.5 |

## Репрезентација
Адетокумбо је први пут заиграо за Грчку јула 2013. године са кошаркашком репрезентацијом Грчке до 20 година. Помогао им је да постигну рекорд од 8 победа и само 2 пораза, што им је донело пето место на табели, док је бележио 8 поена, 7.6 скокова и 2,2 асистенције у 10 утакмица. Завршио је турнир рангирајући други у одбрамбеним скоковима са чак 7 и седми у блокираним шутевима, где је бележио 1,4 блокаде.
Први пут је заиграо за сениорски тим кошаркашке репрезентације Грчке 2014. године, када су завршили на деветом месту на светском првенству у кошарци, уз просек од 6,3 поена, 4.3 скока и просеком шута од 45,8% у опсегу од шест утакмица.
Поново се придружио репрезентацији за Евробаскет 2015. године. Грчка је била фаворит за освајање због многих искусних играча, као што су Василис Спанулис, Јанис Бурусис и Никос Зизис. Изашли су из групне фазе непоражени и стигли су до четвртфинала, где су изгубили од евентуалног победника турнира, Шпаније. Адетокумбо је кроз осам утакмица у просеку бележио 9,8 поена, 6.9 скокова и 1,1 асистенцију.
Такође је играо за Грчку на квалификационом турниру за Олимпијске игре 2016. године, где је у просеку бележио 15,3 поена, 5.7 скокова, 2.0 асистенције, 0.7 украдених и 2,0 блока кроз три одигране утакмице. Нису успели да се квалификују за Летње олимпијске игре након пораза од стране Хрватске резултатом 66-61.
Статистика из репрезентације
| Година                            | Тим   | ОУ | СУ | МПУ  | ПШ%  | 3П%  | СБ%  | СПУ | АПУ | УПУ | БПУ | ППУ  |
| --------------------------------- | ----- | -- | -- | ---- | ---- | ---- | ---- | --- | --- | --- | --- | ---- |
| Светско првенство у кошарци 2014. | Грчка | 6  | 0  | 15.7 | .458 | .111 | .789 | 4.3 | 0.3 | 0.7 | 0.3 | 6.3  |
| Евробаскет 2015.                  | Грчка | 8  | 8  | 24.4 | .492 | .385 | .615 | 6.9 | 1.1 | 0.3 | 0.9 | 9.8  |
| Олимпијске квалификације 2016.    | Грчка | 3  | 3  | 24.7 | .500 | .333 | .100 | 5.7 | 2.0 | 0.7 | 2.0 | 15.3 |

Кроз 2018. годину, Адетокумбо је одиграо 38 утакмица за репрезентацију. Забележио је укупно 372 поена, што је 9,8 поена по утакмици.

## Живот
Адетокумбов отац, Чарлс, био је бивши Нигеријски фудбалер, док је његова мајка, Вероника, бивша скакачица увис. Чарлс је преминуо у септембру 2017. године у 54. години живота. Његови родитељи долазе из различитих нигеријских етничких група - Чарлс је био из групе Јоруба, док је Вероника из групе Игбо. Према кошаркашком великану Хакиму Олаџувону, које је такође из групе Јоруба, породично име Адетокумбо у преводу значи „круна се вратила преко мора”.
Адетокумбо има два старија брата, Френсиса и Танасиса, и два млађа брата, Костаса и Алексиса. Танасис и он су били саиграчи у Филатлитикосу, а Костас им се придружује касније. Његов најстарији брат, Френсис, играо је професионално фудбал у Нигерији, а у Грчкој се професионално бави и кошарком и фудбалом.
Цела породица, осим Френсиса и Танасиса, се преселила у Милвоки из Атине ране 2014. године. У јулу 2016. године, Јанис и Танасис су започели своју обавезну војну службу у Грчкој. Њих двојица су одслужили само три месеца у војсци.

## Успеси

### Клупски
- Милвоки бакси:
  - НБА (1): 2020/21.

### Појединачни
- Идеални тим Европског првенства (1): 2022.
- Најкориснији играч НБА (2): 2018/19, 2019/20.
- Најкориснији играч НБА финала (1): 2020/21.
- НБА ол-стар меч (9): 2017, 2018, 2019, 2020, 2021, 2022, 2023, 2024, 2025.
- Евроскар (1): 2018.
- Одбрамбени играч године НБА (1): 2019/20.
- Играч НБА који је највише напредовао (1): 2016/17.
- Идеални тим НБА — прва постава (6): 2018/19, 2019/20, 2021/22, 2022/23, 2023/24, 2024/25.
- Идеални тим НБА — друга постава (2): 2016/17, 2017/18.
- Идеални одбрамбени тим НБА — прва постава (4): 2018/19, 2019/20, 2020/21, 2021/22.
- Идеални одбрамбени тим НБА — друга постава (1): 2016/17.
- НБА утакмица звезда у успону (2): 2014, 2015.
- Идеални тим новајлија НБА — друга постава: 2013/14.